# 與野車站
與野車站（日语：／ Yono eki */?）位於日本埼玉縣埼玉市浦和區上木崎一丁目，是東日本旅客鐵道（JR東日本）的鐵路車站。

## 停站路線
京濱東北線車站編號為JK 45。
本站路線在線路名稱上為東北本線與武藏野線（大宮支線），實際的運轉系統則是行駛於東北本線電車線的京濱東北線電車。宇都宮線與高崎線直通列車（上野東京線、湘南新宿線）沒有月台，不停本站。旅客導覽資訊中不提「東北（本）線」。
武藏野線大宮支線實際上的分歧點是在本站北方的大宮操車場內，該線以日本貨物鐵道（JR貨物）的貨物列車為主。由於未在貨物線上設置月台，因此行駛該支線的「武藏野號」「下總號」等旅客列車不停本站。

## 歷史
- 1906年（明治39年）4月16日：日本鐵道本線浦和站 - 大宮站間開設大原信號所。
- 1906年（明治39年）11月1日：依鐵道國有法國有化。
- 1909年（明治42年）10月12日：制定線路名稱，本站屬東北本線。
- 1911年（明治44年）：在舊與野町民的請願下，第27帝國議會同意大原信號所升格為車站[2]。
- 1912年（大正元年）11月1日：與野站開業。由於是為了方便與野町民搭乘，因此是少數出入口不面對主街道舊中山道（東側），而是面對與野町（西側）的車站。當時車站位於木崎村與與野町交界附近，因此雙方都要求使用該地地名命名，鐵道院則提議命名為「大原站」。最後站名定為「與野站」[3]。
- 1958年（昭和33年）11月：開設東口[4]。
- 1973年（昭和48年）4月1日：武藏野線貨物支線開業。
- 1987年（昭和62年）4月1日：國鐵分割民營化，本站由JR東日本接手經營。
- 2001年（平成13年）
  - 5月1日：浦和市、大宮市、與野市合併，本站所在地為埼玉市。
  - 11月18日：智能卡系統Suica正式投入服務。
- 2013年（平成25年）
  - 4月23日：綠色窗口結束營業。
  - 5月1日：業務委託化[5]。

## 車站構造
本站是一地面車站，月台為島式月台1面2線設計，站房則是跨站式站房設計。京濱東北線上下線的西側有東北本線的旅客線複線與貨物線複複線（東北貨物線之間是武藏野貨物線），西端有三條大宮操車場專用線。
本站是埼玉新都心站管理的業務委託站（委託給JR東日本車站服務）。綠色窗口已在2013年4月23日結束營業。站內有自動驗票閘門、指定席售票機。
由於站長室位於東口側，故本站於大部分京濱東北線車站不同，是以北行線月台為1號月台。

### 月台配置
| 月台 | 路線       | 方向 | 目的地                           |
| ---- | ---------- | ---- | -------------------------------- |
| 1    | 京濱東北線 | 北行 | 大宮方向                         |
| 2    | 京濱東北線 | 南行 | 上野、東京、橫濱、磯子、大船方向 |

（來源：JR東日本:車站構內圖 （页面存档备份，存于））
- 2019年5月起開始進行智慧型月台門設置工程（與蕨站相同）[6]。預計2020年度末啟用。

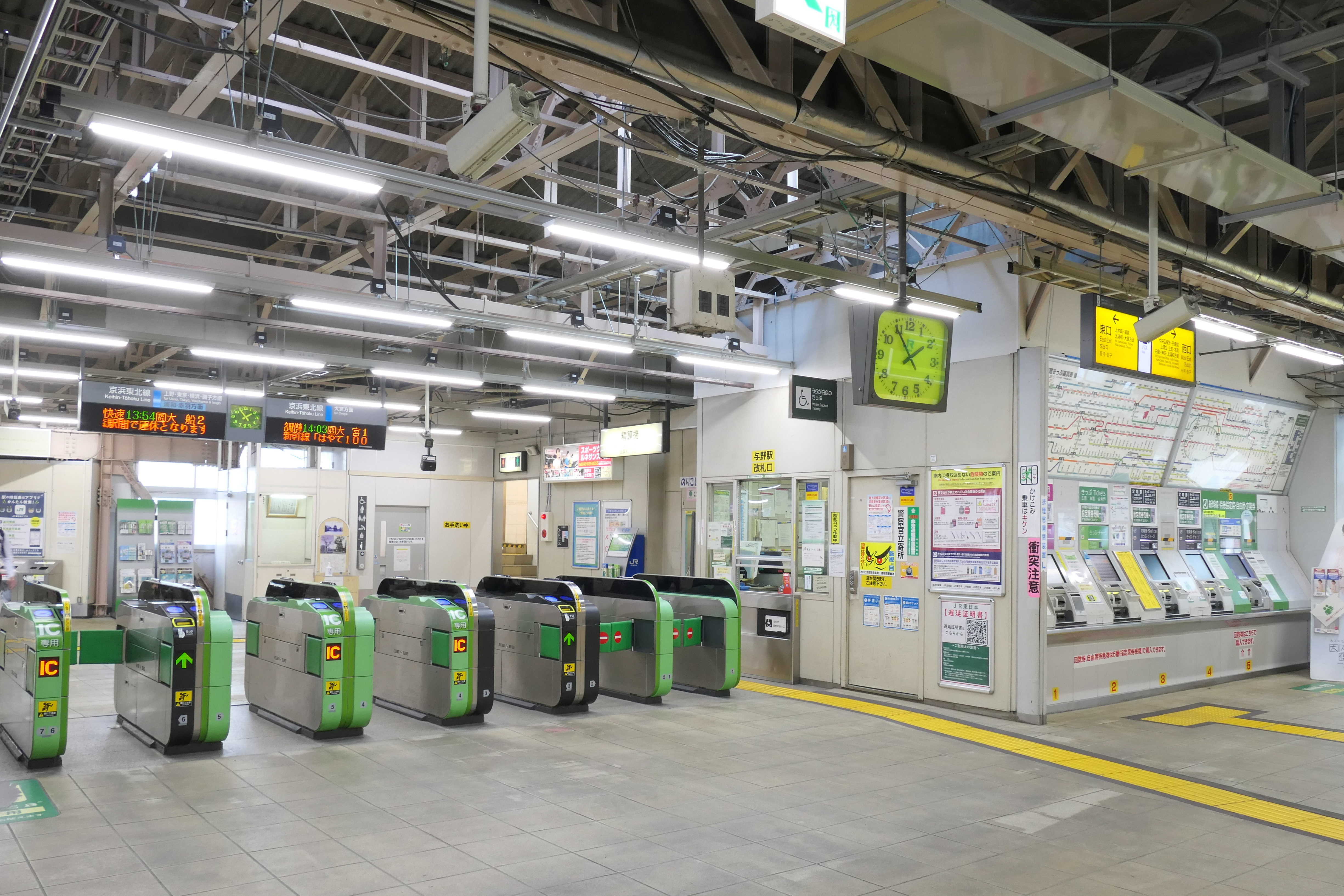
閘口（2021年6月）
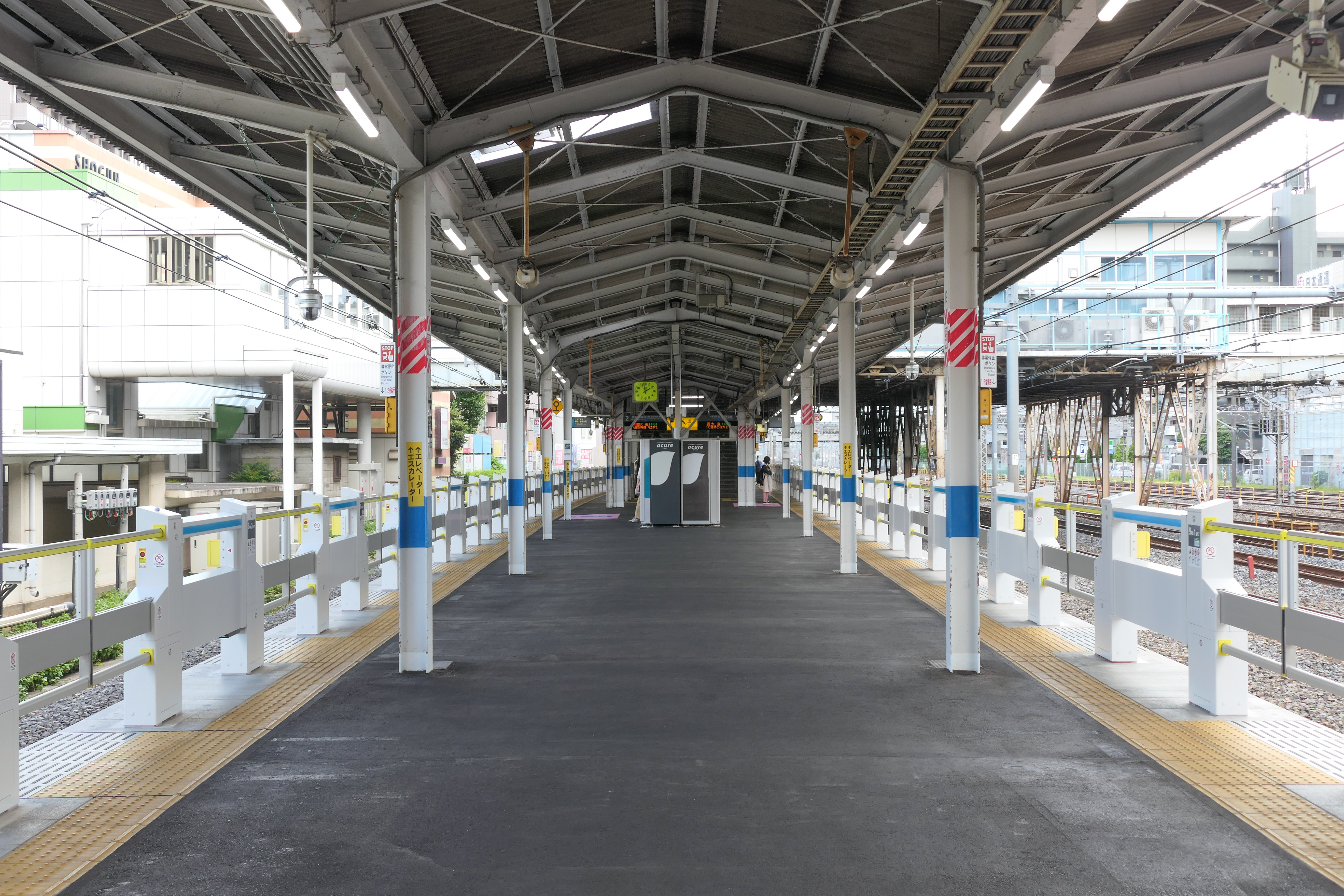
月台（2021年6月）
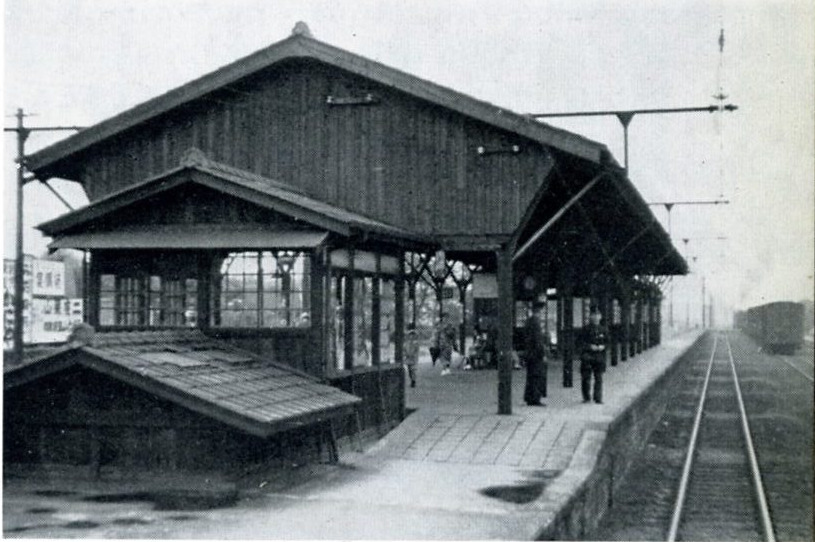
1939年（昭和14年）當時的月台

### 發車音樂
2007年10月1日起，1號線發車音樂使用埼玉市歌《希望（ゆめ）のまち》。
過去使用的是永樂電氣製作的《綠之風》。

## 使用情況
2019年（令和元年）度的1日平均上車人次為26,802人。2000年，距離本站約1.1公里的埼玉新都心站開業，使得本站使用人次下滑。
近年1日平均上車人次的推移如下表。
| 年度               | 1日平均 上車人次 | 來源     |
| ------------------ | ---------------- | -------- |
| 1990年（平成02年） | 21,656           |          |
| 1991年（平成03年） | 22,443           |          |
| 1992年（平成04年） | 23,327           |          |
| 1993年（平成05年） | 23,600           |          |
| 1994年（平成06年） | 23,473           |          |
| 1995年（平成07年） | 23,576           |          |
| 1996年（平成08年） | 24,333           |          |
| 1997年（平成09年） | 24,617           |          |
| 1998年（平成10年） | 24,923           |          |
| 1999年（平成11年） | 25,502           | [ * 1 ]  |
| 2000年（平成12年） | 24,687           | [ * 2 ]  |
| 2001年（平成13年） | 23,881           | [ * 3 ]  |
| 2002年（平成14年） | 23,625           | [ * 4 ]  |
| 2003年（平成15年） | 24,018           | [ * 5 ]  |
| 2004年（平成16年） | 24,180           | [ * 6 ]  |
| 2005年（平成17年） | 24,244           | [ * 7 ]  |
| 2006年（平成18年） | 24,372           | [ * 8 ]  |
| 2007年（平成19年） | 24,915           | [ * 9 ]  |
| 2008年（平成20年） | 25,112           | [ * 10 ] |
| 2009年（平成21年） | 24,863           | [ * 11 ] |
| 2010年（平成22年） | 24,507           | [ * 12 ] |
| 2011年（平成23年） | 24,299           | [ * 13 ] |
| 2012年（平成24年） | 24,417           | [ * 14 ] |
| 2013年（平成25年） | 24,856           | [ * 15 ] |
| 2014年（平成26年） | 25,551           | [ * 16 ] |
| 2015年（平成27年） | 26,063           | [ * 17 ] |
| 2016年（平成28年） | 26,051           | [ * 18 ] |
| 2017年（平成29年） | 26,232           | [ * 19 ] |
| 2018年（平成30年） | 26,498           | [ * 20 ] |
| 2019年（令和元年） | 26,802           |          |

## 車站周邊

### 西口
舊與野市原來的市中心是在本町通（現在埼玉縣道165號大谷本鄉埼玉線）旁，距離本站1.5公里。因此，連結車站與市中心的埼玉縣道119號與野停車場線（站前通、與野停車場通）從大正時代起開始發展，昭和時期受惠於京濱東北線可直達都心，加上國道17號開通，西口形成了多條商店街，周邊則多為住宅區。
1985年埼京線開業後，使用與野站的舊與野市民開始減少。1980年代以後，大宮站與浦和站周邊開設大型商業大樓，2000年代埼玉新都心開街，使得與野站前通開始衰退，人潮流失。
每年7月中旬的周六日會舉行「與野夏祭」，站前商店街在夜間9點以前禁止通行。1991年起，為了紀念與野站開業80周年，每年10月由與野站西口商店街主辦再現大正時代風華的「大正時代祭」（最初稱「大正時代浪漫祭」）。

#### 區劃整理事業

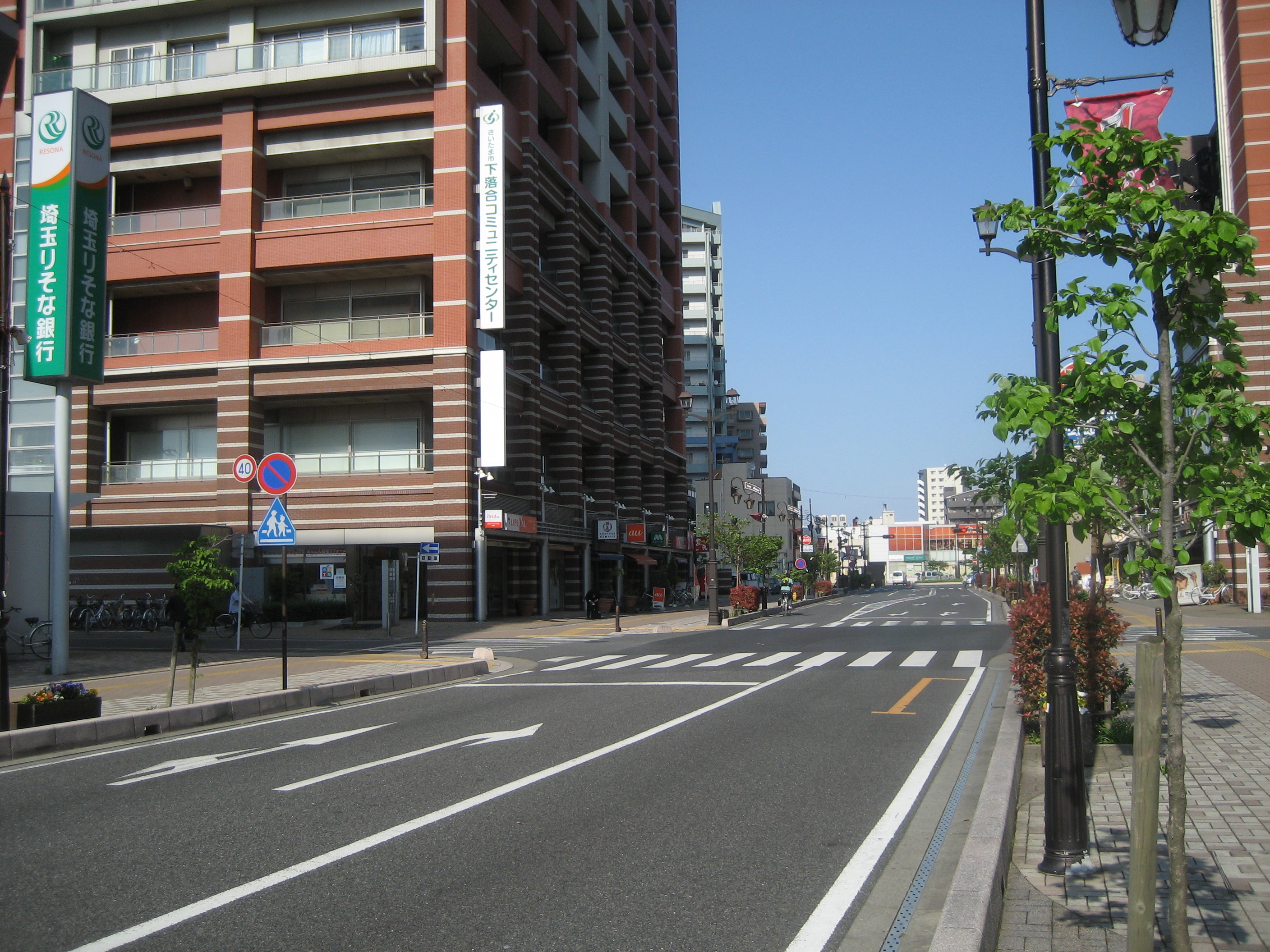
再開發後的街景（後方是與野站）

1960年代，埼玉縣擬定了土地區劃整理事業，但在地主的反對下未有進展。之後在1980年代埼京線開業與新都心計畫等帶動之下，1990年代起正式啟動。這時的區劃整理與再開發是同時進行，再開發在2003年完成，而區劃整理仍持續進行。
- 1996年：西口站前（正確來說是舊浦和市）的14層高層公寓「GRANDUO」北街區、南街區竣工（野村不動產）。
- 2001年春：「GRANDUO」南北二棟中間的圓環、交通廣場完工。
- 2001年9月 ：超高層公寓「CITY MARK TOWER 21」（21層，伊藤忠都市開發（日语：伊藤忠都市開発））、「埼玉縣國保會館」（12層，埼玉縣國民健康保險團體聯合會（日语：埼玉県国民健康保険団体連合会）與戶田競艇場（日语：戸田競艇場）營運團體埼玉縣都市競艇組合（日语：埼玉県都市競艇組合）入駐）竣工。
- 2003年3月：超高層公寓「SKY RESIDENTIAL TOWER（北棟、南棟，住友不動產。埼玉市下落合社區中心入駐）竣工。
- 2003年秋 ：埼玉縣道119號與野停車場線的站前～國道17號與野站入口交差點間的道路拓寬與周邊整備完成。

#### 其他周邊設施
北側
- BECK'S COFFEE SHOP（日语：BECK'S COFFEE SHOP）與野站店
- 日本郵政集團埼玉大廈
- 埼玉新都心郵便局（日语：さいたま新都心郵便局）（附設日本郵便埼玉新都心支店）
- SUPER VIVA HOME（日语：LIXILビバ）（VIVA MALL）埼玉新都心店（LIXIL VIVA（日语：LIXILビバ）本社）

西側
- 彩鮮館（日语：与野フードセンター）與野店（與野食品中心（日语：与野フードセンター）本社）
- 與野站前郵便局
- 埼玉里索那銀行與野支店
- 西友与野店
- DENKICHI（日语：でんきち）埼玉中央店
- 埼玉市中央區役所
- 與野郵便局（日语：与野郵便局）（附設日本郵便與野支店、郵貯銀行与野店）
- 東進High School（日语：東進ハイスクール）與野校
- 與野本町站（埼京線） - 約1.2公里，步行15分左右

南側
往北浦和方向的線路旁有密集的中層集合住宅。
- Frespo（日语：フレスポ）與野
- 全勞濟（日语：全国労働者共済生活協同組合連合会）埼玉（埼玉縣勞動者共濟生活協同組合）本部大樓
- 日本通運埼玉支店
- TECHNO CITY浦和（日语：テクノシティ浦和）
  - 櫻浦和大樓（AGS（日语：AGS (企業)））
  - 太陽生命（日语：太陽生命保険）浦和大樓（T&D保險集團入駐）
  - 浦和TECHNO CITY大樓（住友生命所有）
  - Sports Club Renaissance（日语：ルネサンス (スポーツクラブ)）浦和店
- 彩之國健康廣場（日语：彩の国すこやかプラザ）
- 埼玉市立常盤中學校（日语：さいたま市立常盤中学校）
- 埼玉市立常盤北小學校（日语：さいたま市立常盤北小学校）

### 東口
東口有埼玉縣道164號鴻巢桶川埼玉線（舊中山道）通過，以獨棟住宅、中小型集合住宅與商店為主。東口雖屬浦和區，但因本站是最近車站，因此有許多商店仍以「與野店」命名。站前空間狹小無廣場，雖有規劃整備但無法與地主取得共識持續至今。
- 埼玉縣立浦和西高等學校（日语：埼玉県立浦和西高等学校）
- 埼玉市兒童家庭綜合中心（日语：さいたま市子ども家庭総合センター）
- 浦和上木崎郵便局
- 日新火災海上保險（日语：日新火災海上保険）埼玉本社
- 埼玉市水道局（日语：さいたま市水道局）
- 東日本銀行（日语：東日本銀行）與野支店
- 北越銀行（日语：北越銀行）浦和支店（預計2019年10月28日更名為「北浦和支店」）
- 埼玉縣道120號上木崎與野停車場線（日语：埼玉県道120号上木崎与野停車場線）（西高通） - 從車站往東（綠區、浦和木崎）方向延伸。
- 埼玉縣道35號川口上尾線（日语：埼玉県道35号川口上尾線）（產業道路）

## 路線巴士
以前西口有路線巴士停靠，但因周邊商業衰退而陸續廢除。東口的「與野站東口」巴士站在舊中山道上。

### 東口
| 乘車處 | 系統            | 主要行經地                                     | 目的地           | 運行業者 | 管轄   | 備註 |
| ------ | --------------- | ---------------------------------------------- | ---------------- | -------- | ------ | ---- |
| 1      | 北浦50,北浦50-3 |                                                | 埼玉新都心站東口 | 國際興業 | 埼玉東 |      |
| 2      | 北浦50          | 浦和西高校入口、上木崎、領家二丁目、本太中學校 | 北浦和站東口     | 國際興業 | 埼玉東 |      |
| 2      | 北浦50-3        | 浦和西高校入口、上木崎、領家二丁目、本太中學校 | 北浦和站總站大樓 | 國際興業 | 埼玉東 |      |

## 相鄰車站
東日本旅客鐵道
 京濱東北線
■快速、■各站停車
北浦和（JK 44）－與野（JK 45）－埼玉新都心（JK 46）
武藏野線貨物支線（大宮支線、東北本線直通旅客列車全部通過）
西浦和（JM 27）－（別所信號場）－與野（JK 45）

### 使用情況
1. ↑  .   [2019-05-12]. （原始内容存档于2020-06-07）.
2. ↑  .   [2019-05-12]. （原始内容存档于2017-10-06）.
3. ↑  .   [2019-05-12]. （原始内容存档于2019-05-03）.

JR東日本2000年度以後上車人次
1. ↑  各駅の乗車人員（2000年度） （页面存档备份，存于） - JR東日本
2. ↑  各駅の乗車人員（2001年度） （页面存档备份，存于） - JR東日本
3. ↑  各駅の乗車人員（2002年度） （页面存档备份，存于） - JR東日本
4. ↑  各駅の乗車人員（2003年度） （页面存档备份，存于） - JR東日本
5. ↑  各駅の乗車人員（2004年度） （页面存档备份，存于） - JR東日本
6. ↑  各駅の乗車人員（2005年度） （页面存档备份，存于） - JR東日本
7. ↑  各駅の乗車人員（2006年度） （页面存档备份，存于） - JR東日本
8. ↑  各駅の乗車人員（2007年度） （页面存档备份，存于） - JR東日本
9. ↑  各駅の乗車人員（2008年度） （页面存档备份，存于） - JR東日本
10. ↑  各駅の乗車人員（2009年度） （页面存档备份，存于） - JR東日本
11. ↑  各駅の乗車人員（2010年度） （页面存档备份，存于） - JR東日本
12. ↑  各駅の乗車人員（2011年度） （页面存档备份，存于） - JR東日本
13. ↑  各駅の乗車人員（2012年度） （页面存档备份，存于） - JR東日本
14. ↑  各駅の乗車人員（2013年度） （页面存档备份，存于） - JR東日本
15. ↑  各駅の乗車人員（2014年度） （页面存档备份，存于） - JR東日本
16. ↑  各駅の乗車人員（2015年度） （页面存档备份，存于） - JR東日本
17. ↑  各駅の乗車人員（2016年度） （页面存档备份，存于） - JR東日本
18. ↑  各駅の乗車人員（2017年度） （页面存档备份，存于） - JR東日本
19. ↑  各駅の乗車人員（2018年度） （页面存档备份，存于） - JR東日本
20. ↑  各駅の乗車人員（2019年度） （页面存档备份，存于） - JR東日本

埼玉縣統計年鑑
1. ↑  .   [2019-05-12]. （原始内容存档于2020-02-02）.
2. ↑  .   [2019-05-12]. （原始内容存档于2020-02-02）.
3. ↑  .   [2019-05-12]. （原始内容存档于2020-02-02）.
4. ↑  .   [2019-05-12]. （原始内容存档于2020-02-02）.
5. ↑  .   [2019-05-12]. （原始内容存档于2020-02-02）.
6. ↑  .   [2019-05-12]. （原始内容存档于2020-02-02）.
7. ↑  .   [2019-05-12]. （原始内容存档于2020-02-02）.
8. ↑  .   [2019-05-12]. （原始内容存档于2020-02-02）.
9. ↑  .   [2019-05-12]. （原始内容存档于2020-02-02）.
10. ↑  .   [2019-05-12]. （原始内容存档于2020-02-02）.
11. ↑  .   [2019-05-12]. （原始内容存档于2020-02-02）.
12. ↑  .   [2019-05-12]. （原始内容存档于2020-02-02）.
13. ↑  .   [2019-05-12]. （原始内容存档于2020-02-02）.
14. ↑  .   [2019-05-12]. （原始内容存档于2020-02-02）.
15. ↑  .   [2019-05-12]. （原始内容存档于2020-02-02）.
16. ↑  .   [2019-05-12]. （原始内容存档于2020-02-02）.
17. ↑  .   [2019-05-12]. （原始内容存档于2020-02-02）.
18. ↑  .   [2019-05-12]. （原始内容存档于2020-02-02）.
19. ↑  .   [2019-05-12]. （原始内容存档于2020-02-02）.
20. ↑  .   [2020-07-28]. （原始内容存档于2020-03-18）.

## 外部連結
- 車站資訊（與野）：東日本旅客鐵道